# Myiothlypis griseiceps
Myiothlypis griseiceps é uma espécie de ave da família Parulidae.
É endémica da Venezuela.
Os seus habitats naturais são: regiões subtropicais ou tropicais húmidas de alta altitude.
Está ameaçada por perda de habitat.